# Rhysodesmus malinche
Rhysodesmus malinche är en mångfotingart som beskrevs av Chamberlin 1943. Rhysodesmus malinche ingår i släktet Rhysodesmus och familjen Xystodesmidae. Inga underarter finns listade i Catalogue of Life.